# Microhyla picta
Espèce
Statut de conservation UICN

 DD  : Données insuffisantes
Microhyla picta est une espèce d'amphibiens de la famille des Microhylidae.

## Répartition
Cette espèce est endémique du Sud du Viêt Nam. Elle se rencontre sur les côtes des provinces de Bình Thuận et Bà Rịa-Vũng Tàu,.

## Publication originale
- Schenkel, 1901 : Achter Nachtrag zum Katalog des herpetologischen Sammlung des Basler Museums. Verhandlungen der Naturforschenden Gesellschaft in Basel, vol. 13, p. 142-199 (texte intégral).